# Шмарда, Людвиг Карл
Людвиг Карл Шмарда (Ludwig Karl Schmarda) — австрийский зоолог.

## Биография
Родился в 1819 году в Ольмюце. Изучал естественные науки и медицину в Вене, в 1843 году поступил старшим врачом в армию и в то же время состоял ассистентом при кафедре естествознания при венской военно-медицинской академии. В 1850 году назначен профессором зоологии в Грацском университете, где устроил зоологический музей, а в 1852 году перешёл профессором в Прагу, и в 1854 году уволен от службы за участие в политических действиях 1848 года. В 1862 году вновь определён на службу в качестве профессора зоологии при Венском университете. В 1884 году вышел в отставку. Шмарда совершил многочисленные поездки и путешествия с научной целью: в 1844, 1846 и 1850 гг. исследовал морскую фауну Адриатического моря, в 1853 году посетил Египет и остров Цейлон, в 1854 году мыс Доброй Надежды и затем Южную и Центральную Америку, где пробыл до 1857 года. С 1857 по 1862 годы бывал в Берлине и Париже, а затем обрабатывал привезённые из путешествий материалы. В 1863—1865 и в 1868 гг. предпринимал поездки по поручению морского министерства и министерства земледелия для изучения морского рыболовства и, наконец, в 1884, 1886 в 1887 гг. путешествовал в Испании, Тунисе и Алжире. Многочисленные научные труды Шмарды касаются преимущественно беспозвоночных морских животных, фаунистики и географического распределения животных вообще. 

## Труды
- «Der Instinct der Thiere vom naturh. Standpunkt» (Вена, 1843);
- «Der Einfluss des Lichts auf die Infusionsthierchen» («Mediz. Jahrb. d. oest. Staaten», 1845);
- «Kleine Beiträge zur Naturgesch. d. Infusorien» (Вена, 1846);
- «Andeutungen a. d. Seelenleben der Thiere» (там же, 1846);
- «Ueb. d. Verbreitung der wirbellosen Thiere an den nördl. Küsten des adriatischen Meeres» (в Haidinger «Berichte», 1847);
- «Zur Kenntnis der adriatischen Infusorienfauna» («Med. Jahrb. oest. St.», 1847);
- «Zur Naturgeschichte der Adria» («Denkschr. K. Ak. Wiss»., 1852);
- «Grundzüge der Zoologie» (Вена, 1853);
- «Die geographische Verbreitung der Thiere» (3 ч., В., 1853);
- «Neue wirbellose Thiere, beobachtet u. gesammelt auf einer Reise um die Erde i. d. J. 1853—57» (Лейпциг, 1859);
- «Reise um die Erde in d. J. 1853—57» (Брауншвейг, 1861);
- «Berichte üb. d. Fortschritte unserer Kenntnisse v. d. geograph. Verbreitung d. Thiere» (в «Geogr. Jahrb.», 1868—1881);
- «Zoologie» (2 т., Вена, 1871—72; 2-е изд., 1877—78).

Кроме этого, Шмарда напечатал статьи по рыболовству: «Die maritime Production d. oesterreich. Küstenländer» (6 ч., Вена, 1864—67) и «Die Kultur des Meeres in Frankreich» («Jahr. ber. Ackerb.- Minist.», 1868).